# Église Saint-Jacques-le-Majeur de Kuttolsheim
L'église Saint-Jacques-le-Majeur est un monument historique situé à Kuttolsheim, dans le département français du Bas-Rhin.

## Localisation
Ce bâtiment est situé place Bernach à Kuttolsheim.

## Historique
L'édifice fait l'objet d'un classement au titre des monuments historiques depuis 1900.

## Architecture

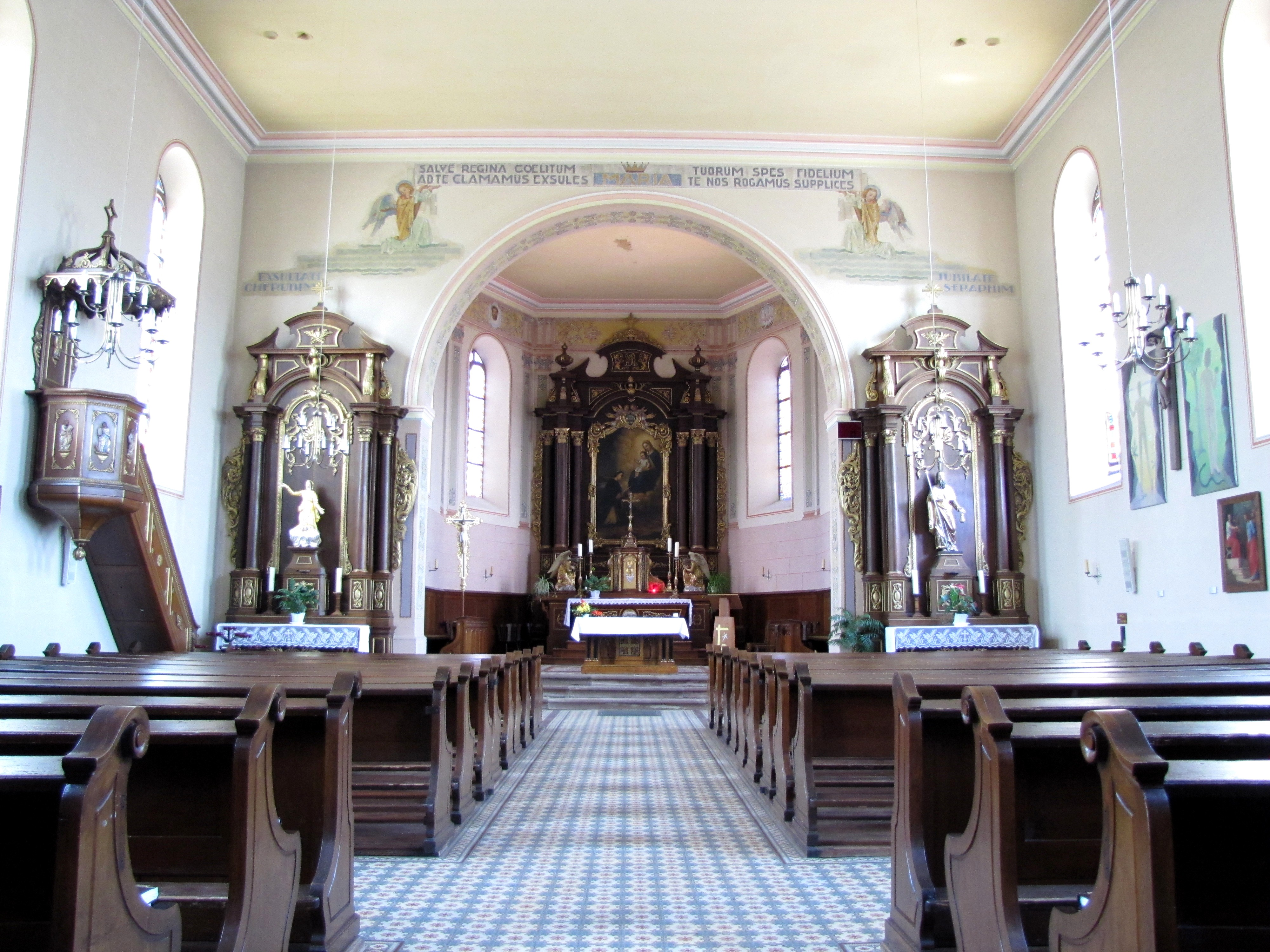
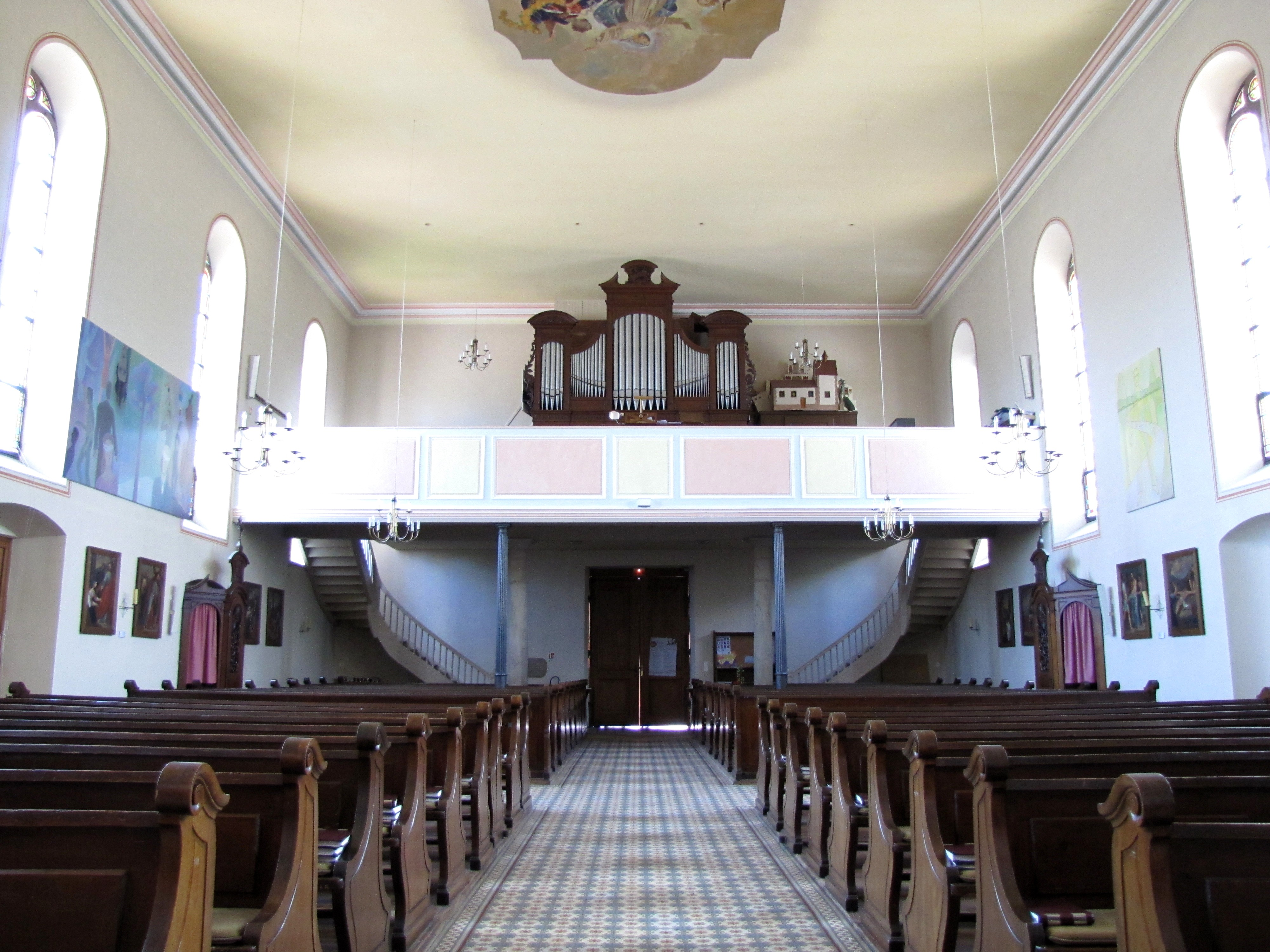
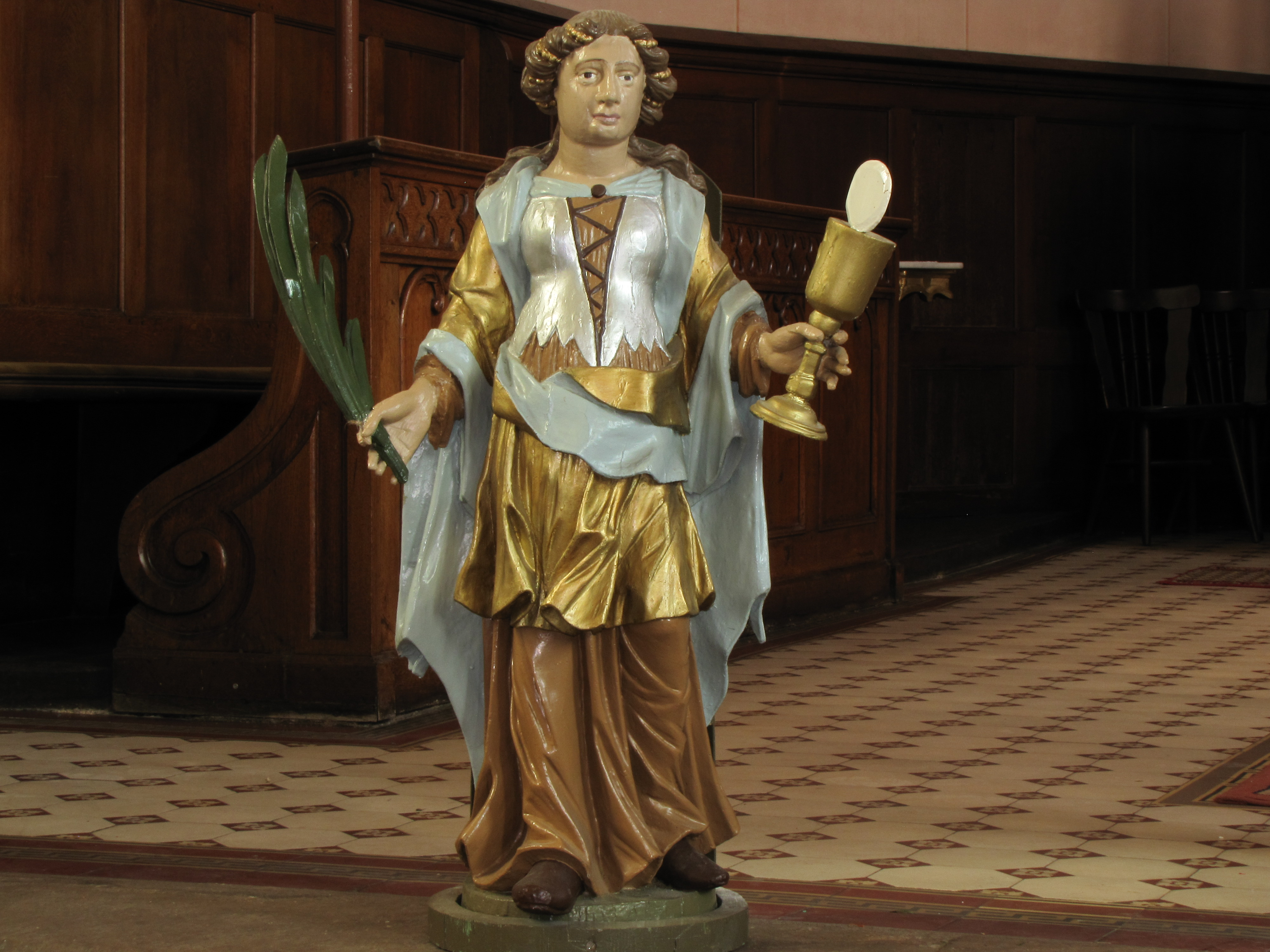